# گذرنامه اسرائیلی
گذرنامه اسرائیلی (عبری: דרכון‎) سند مسافرتی است که برای شهروندان اسرائیل صادر می‌شود تا بتوانند به خارج از اسرائیل سفر کنند، و دارندهٔ آن از حفاظت مقامات کنسولی اسرائیل در خارج از کشور بهرمند می‌شوند.
تا فوریه ۲۰۱۶ , شهروندان اسرائیلی می‌توانستند از ۱۴۷ کشور و قلمرو در جهان بدون نیاز به ویزا یا با ویزای هنگام ورود سفر کنند که گذرنامه اسرائیلی را در سطح جهان ۲۵ ام می‌کند.

### نیازمندی به ویزا

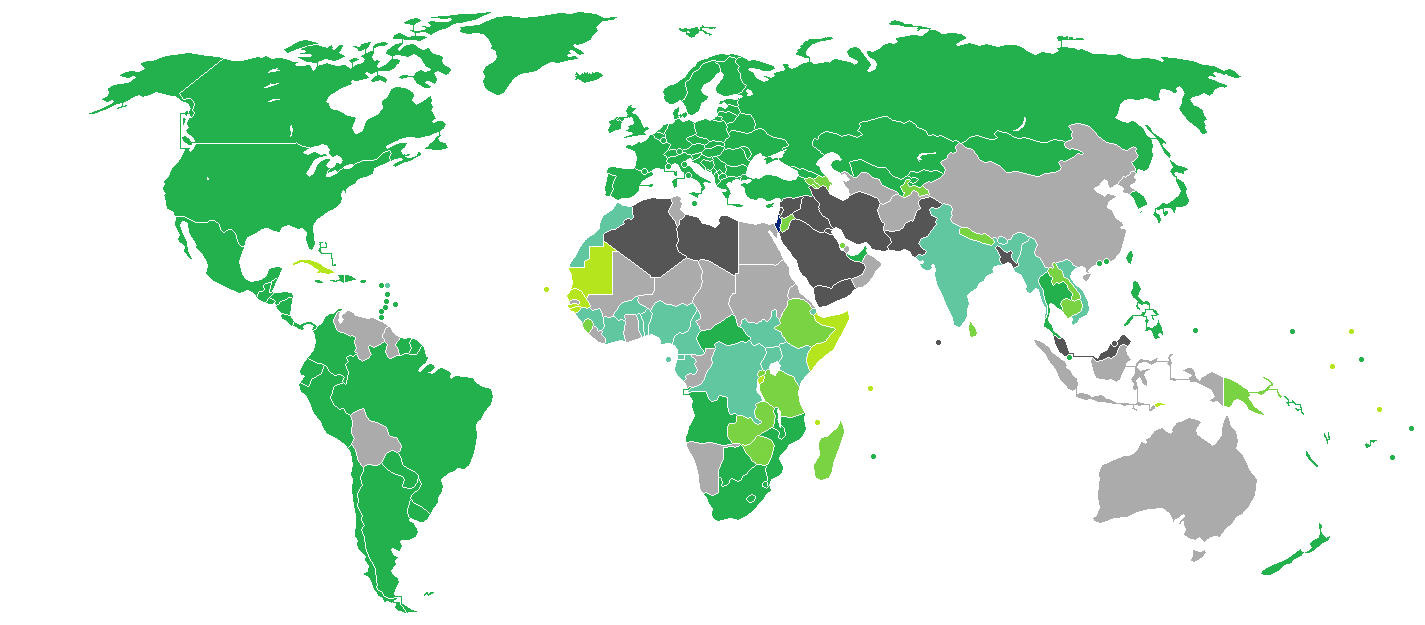
نیازمندی به ویزا برای شهروندان اسرائیلی

## محدودیت‌ها و نیازمندی به ویزا

### محدودیت‌ها بر استفاده
بر اساس قانون اسرائیل ایران، پاکستان، عراق، لیبی، لبنان، عربستان سعودی، سوریه و یمن کشورهای دشمن تعیین شده‌اند و شهروندان اسرائیل نباید بدون مجوز مخصوص صادر شده از وزارت کشور اسرائیل به آنها سفر کنند.

### کشورهایی که گذرنامه اسرائیل را نمی‌پذیرند

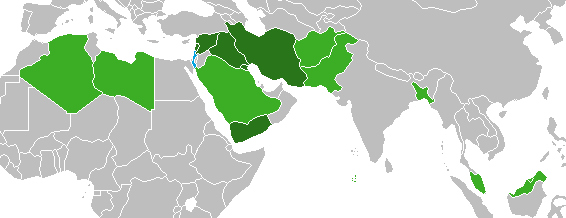
کشورهایی (به سبز روشن) که گذرنامه اسرائیل (آبی) را نمی‌پذیرند. کشورهایی (سبز تیره) که نه تنها گذرنامه‌های اسرائیلی را نمی‌پذیرند بلکه گذرنامه‌های دارای مهر یا ویزای اسرائیل را نیز نمی‌پذیرند.

شانزده کشور به دارندگان گذرنامه اسرائیل اجازه ورود نمی‌دهند:
| - الجزایر - بنگلادش - برونئی - ایران - عراق1 - کویت - لبنان - لیبی | - مالزی2 - عمان - پاکستان - عربستان سعودی - سودان - سوریه - یمن |  |

1 – به جز کردستان عراق.
2 – مجوز امنیتی مورد نیاز است.
3 – صرفاً برای ترانزیت پذیرفته می‌شود؛ نه ورود.
علاوه بر این، ایران کویت، لبنان، لیبی، عربستان سعودی، سودان، سوریه و یمن به افرادی که شواهدی از سفر آنها به اسرائیل وجود داشته باشد اجازه ورود نمی‌دهند.